# Platyrhacus submissus
Platyrhacus submissus är en mångfotingart som beskrevs av Pocock 1894. Platyrhacus submissus ingår i släktet Platyrhacus och familjen Platyrhacidae. Inga underarter finns listade i Catalogue of Life.